# Песма леда и ватре
Песма леда и ватре (енгл. A Song of Ice and Fire) је недовршени серијал романа епске фантастике америчког аутора Џорџа Р. Р. Мартина. Мартин је започео писање романа 1991. године, а први роман је објављен 1996. Првобитно је планиран као трилогија, али се серијал тренутно састоји од 5 књига са још 2 које су планиране. Као додатак има још три новеле, а планиране су још неколико. Синопсис новела је изведен из главног синопсиса серијала.
Прича Песме леда и ватре се догађа у измишљеном свету, углавном на континенту званом Вестерос, али такође и на великој копненој маси на истоку знаном као Есос. Раса већине ликова је људска, али како серијал одмиче друге расе се додају, као на пример Туђини, надљудска хладна раса са Севера за коју се веровало да је истребљена, и змајеви који бљују ватру са Истока. Радња се дешава са тачке гледишта из трећег лица са прегршт ликова (31 на крају пете књиге).
Главна прича има три засебна тока, али како радња одмиче они се све више преплићу. Први ток је династички грађански рат за контролу над Вестеросом између неколико породица. Друга је растућа претња од Туђина, који се налазе иза великог леденог зида на северној граници Вестероса. Трећа је амбиција Денерис Таргарјен, протеране ћерке краља убијеног 15 година раније у другом грађанском рату, да се врати у Вестерос и поврати престо.
Серијал је преведен у више од 30 језика. Четврта и пета књига су заузеле врх листе бестселера Њујорк Тајмса 2005. и 2011. године. Укупно продато је више од 15 милиона примерака књига широм света. Једна од додатних новела је добила Hugo Award у категорији научне фантастике. Серијал је подлога многим другим делима укључујући и телевизијску серију ХБО-а Игра престола, серијал стрипова, карташким играма, таблерским играма и двема видео играма.

## Радња
Песма леда и ватре прати три главне радње, које су подељене географски и ликовима. Сви догађаји су испричани из перспективе лика који их посматра. Смештена у Седам краљевстава на измишљеном континенту званом Вестерос, главна радња описује многе борбе за Гвоздени престо, после краљеве смрти у првој књизи. Друга радња се дешава на крајњој северној граници Вестероса, на огромном зиду, сазиданом од леда и шљунка, који штити краљевство од митских створења северно од њега. Трећа радња се дешава у огромном источном континенту званом Есос и прати авантуре ћерке краља и претходне владајуће династије, која жели да поврати престо.
Игра престола започиње владавином Роберта Баратеона на Вестеросу. После његове смрти, током прве књиге, његов син Џофри преузима Гвоздени престо уз подршку мајчине снажне породице, куће Ланистера. Када лорд Едард Старк, Робертова десница, открије да Џофри и његови брат и сестра нису у ствари Робертова деца, Робертова млађа браћа Станис и Ренли започињу борбу за престо. У међувремену, неколико регија се отцепљује од краљевства: Едардов најстарији син Роб је проглашен за Краља на Северу и Белон Грејџој за краља Гвоздених острва. Овај такозвани рат Пет краљева је у пуном јеку до половине друге књиге (Судар краљева) са још неколико људи који се придружују борби за власт.
У међувремену, зима стиже на Вестерос са севера. Огроман зид од леда и шљунка је конструисан на крајњем северу пре више хиљада година, са циљем да чува границу од северних претњи попут Туђина, мистичних створења који нису виђени пре више од 8000 година. Заклето братство Ноћне страже, које брани Зид, углавном се сукобљавало са људским дивљанима који живе иза Зида, све док се нису опет појавили први Туђини на почетку Игре престола. Прича Ноћне страже се углавном прича из перспективе Џона Снежног, копилета Неда Старка, који се уздиже кроз рангове Страже и сазнаје за праву претњу са севера. До краја треће књиге Олује мачева, радња се све више спаја са грађанским ратом на југу. Станис, једини преживели од првобитних петоро зараћених краљева, долази на Зид да га брани од инвазије дивљана. У петој књизи, Плес са змајевима, Џофријев млађи брат Томен влада Гвозденим престолом, са његовом мајком, а касније и ујаком који касније постаје и регент, док се зима полако приближава главном граду.
Прича Денерис Таргарјен, последњег припадника куће Таргарјена и још једног борца за престо, је углавном засебна све док јој се више главних ликова не придруже у Плесу са змајевима. Живећи у егзилу на континенту Есосу, Денерисине авантуре приказују њене растуће способности владара. Њено уздизање прати рођење три змаја, створења за које се мислило да су истребљени. Због породичног грба ова створења имају само симболично значење све док довољно не порасту и употребе се тактички за заузимање Гвозденог престола.

## Историја издавања

### Преглед
Све информације испод су са америчког издања. Серијал је преведен на више од 20 језика.
| #  | Наслов            | Стране                 | Поглавља      | Аудио књига   | Година издавања |
| -- | ----------------- | ---------------------- | ------------- | ------------- | --------------- |
| 1. | Игра престола     | 807 (704 тврди повез)  | 73            | 33 53         | Август 1996.    |
| 2. | Судар краљева     | 969 (784 тврди повез)  | 70            | 37 17         | Фебруар 1999.   |
| 3. | Олуја мачева      | 1128 (992 тврди повез) | 82            | 47 37         | Новембар 2000.  |
| 4. | Гозба за вране    | 976 (784 тврди повез)  | 46            | 31 10         | Новембар 2005.  |
| 5. | Плес са змајевима | 1136 (959 тврди повез) | 73            | 48 56         | Јул 2011.       |
| 6. | Ветрови зиме      | (Необјављена)          | (Необјављена) | (Необјављена) | (Необјављена)   |
| 7. | Сан о пролећу     | (Необјављена)          | (Необјављена) | (Необјављена) | (Необјављена)   |

Три новеле засноване на поглавља су изведене из књиге и објављиване између 1996. и 2003. године:
- (Јул 1996),[13] заснована на Денерисиним поглављима књиге Игра престола.
- (Децембар 2000),[14] заснована на Денерисина поглављима књиге Олуја мачева.
- (Март 2003),[15] заснована на поглавља Гвозденог острва из књиге Гозба за вране.

### Прве три књиге (1991—2000)
Џорџ Р. Р. Мартин је већ био успешан писац научне фантастике и телевизијски сценариста, пре писања Песме леда и ватре. Мартин је издао своју прву причу 1971. године, а први роман 1977. До половине 1990-их, добио је три Хјуго награде, две Небјуле и друге награде за писање кратких фикцијских прича. Иако су његове књиге добро примљене међу заједницом фантастичне фикције, његово читалаштво је остало релативно мало, па је Мартин узео посао писца у Холивуду средином 80их. Углавном је радио на оживљавању Зоне сумрака током целе 1986. и серије Beauty and the Beast (срп. Лепотица и звер) од 1987. до 1990. Такође је развио своје ТВ пилоте и писао филмска сценарија. Постајући фрустриран што његове пилот епизоде и сценарија нису разматране, постао је уморан од телевизијског ограничења буџета. Често се од њега захтевало да избацује поједине ликове и сцене битака, због недостатка буџета. Ово је натерало Мартина да се опет окрене писању књига. Волећи дела Џ. Р. Р. Толкина у свом детињству, желео је да пише епску фантастику, али није имао никакву одређену идеју.
Док је Мартин правио паузу између два холивудска пројекта 1991. године, започео је писање научно фантастичног романа Авалон (енгл. Avalon). После три поглавља, добио је идеју о дечаку који посматра обезглављење човека и проналажење језовука у снегу, што ће у ствари постати прво поглавље после пролога у Игри престола. Остављајући Авалон на страну, Мартин је завршио ово поглавље за неколико дана и постао је сигуран да је оно део веће приче. После још неколико поглавља, Мартин је увидео да је његова нова књига у ствари епска фантастична прича, па је почео да прави мапе и родослове. Међутим, писање ове књиге је било прекинуто на неколико година, када се Мартин вратио у Холивуд да буде продуцент серије Doorways, коју ABC није никада приказао.

Прва сцена... прво поглавље прве књиге, поглавље у којем проналазе штенад јазовуко... просто ми је пала на ум ниоткуда. Био сам... заузет радом на другом роману, и одједном сам видео ту сцену. Није припадала роману који сам писао, али ми се јавила тако живописно да сам морао да седнем и да је напишем, и до тренутка када сам то урадио, довела је до другог поглавља, а друго поглавље је било поглавље у којем Нед враћа кући.

—George R. R. Martin in 2014
Настављајући да ради на Игри престола 1994. године, Мартин је дао прве 200 странице планиране трилогије своме агенту, са намером да наставци Плес са змајевима и Ветрови зиме уследе. Када је Мартин руком написао још 1400 стране, крају трилогије нигде није било. Схватио је да серијал мора да буде дуг барем четири, евентуално шест књига, тачније две трилогије једне приче. Мартин који је волео двосмислене наслове, сматрајући да обогаћују писање, изабрао је за наслов Песма леда и ватре, где су раса хладних Туђина означавали реч „Лед“, а ватрени змајеви реч „Ватра“. Реч „песма“ се већ употребљавала у Мартиновим делима, као што је Песма за Лију (енгл. A Song for Lya) и произилази из његове опсесије са песмама.
Мартин је такође навео песму Роберта Фроста из 1920. године „Ватра и лед“ и шире асоцијације и теме у култури, као што су страст насупрот издаји, као могуће утицаје на наслов дела.
Прегледани рукопис Игре престола је имао 1088 стране (без апендикса), а роман је издат августа 1996. Роберт Џордан, аутор серијала књига Точак времена, написао је кратку белешку о корицама књиге, које су утицале да књига и серијал буду рано прихваћени међу читаоцима фантастике. Пре објављивања Игре престола, издата је новела Крв змаја (срп. Blood of the Dragon) и следеће 1997. године добила је Хјуго награду у категорији „Најбоља новела”.
Око 300 страна је отклоњено из Игре престола, да би биле искоришћене за почетак друге књиге Судар краљева. Издата је фебруара 1999. у САД, са 1184 страница без апендикса. Судар краљева је прва књигу из серијала која је доспела на бестселер листу, достигавши 13 место листи бестселера Њујорк тајмса 1999. После успеха филмова Господар прстенова, Мартин је почео да добија прве понуде од разних продуцената за продавање права на серијал.
Мартин је каснио у предавању треће књиге Олује мачева за штампање. Последње поглавље које је написао је било о „Црвеном венчању“, које је познато по насилношћу. Олуја мачева је била дуга 1521 страну без апендикса, што је стварало проблеме многим Мартиновим издавачима широм света. Bantam Books је Олују мачева издала у форми једне књиге у Сједињеним државама новембра 2000. године, док су едиције на другим језицима подељене на два, три чак и четири дела. Олуја мачева је дебитовала на 12. месту Њујорк Тајмсове листе бестселера.

### Премошћавање временске празнине (2000—2011)
После Игре престола, Судара краљева и Олује мачева, Мартин је првобитно намеравао да напише још три књиге. Четврта књига експериментално названа Плес са змајевима, требало је да се фокусира на повратак Денерис Таргарјен на Вестерос и њен улазак у главни конфликт. Мартин је желео да ову причу смести пет година после Олује мачева тако да би млађи ликови могли да одрасту, а змајеви постану већи. Слажући се рано са својим издавачима да нова књига треба бити краћа од Олује мачева, Мартин је желео да напише роман сличан по дужини са Сударом краљева. Дуги пролог је требало да објасни све што се догодило у међувремену.
Године 2001, Мартин је још увек био оптимистичан да ће излазак четвртог наставка бити у последњем кварталу 2002. Међутим, петогодишња празнина није успевала на свим ликовима током писања. Са једне стране, Мартин није био задовољан причањем догађаја само кроз флешбекове и ретроспективу. С друге стране, било му је невероватно да се за тих пет година ништа није могло догодити. После једногодишњег рада на књизи, Мартин је схватио да ће му требати још једна књига која ће повезати догађаје, коју је назвао Гозба за вране (енгл. A Feast for Crows). Гозба за вране се надовезивала одмах после краја треће књиге, па је Мартин на крају одбацио идеју о петогодишњој празнини. Пролог дуг 250 страна је помешан са новим ликовима из Дорне и Гвоздених острва. Ове проширена и коначна прича је доста компликовала Мартинову замишљену радњу.
Дужина рукописа Гозбе за вране је прешла дужину рукописа Олује мачева. Мартин није имао вољу да направи потребне резове, како би довео дужину књиге доступну за штампање, јер би то нарушило ток приче који је имао на уму. Такође није желео да штампа књигу у микроформату, а и одбацио је идеју издавача о дељењу наративне хронологије на „Први“ и „Други део“ Гозбе за вране. Каснећи са књигом, Мартин није ни почео да пише све приче за све ликове, а противио се завршавању књиге без разрешења њихових прича.
Како су ликови раштркани по целом свету, Мартинов пријатељ је предложио да се прича подели географски у две књиге од којих ће Гозба за вране бити прва. Овај приступ је дао Мартину простора да доврши започете приче баш као што је првобитно намеравао и годинама касније је сматрао да је овај приступ најбољи. Мартин је преместио недовршене приче ликова који се налазе на исток (Есос) и север (Зимоврел и Зид) у следећу књигу (Плес са змајевима), док је Гозба за вране покривала приче које се дешавају на Вестеросу (Краљева Лука, Речне земље, Дорна и Гвоздена острва). Обе приче почињу одмах након завршетка прича у Олуја мачева, и њихове радње теку истовремено уместо једна после друге, садржећи различите ликове са малим неслагањима. Мартин је преполовио причу Арје Старк и она се појављује у обе књиге, а најпопуларније ликове (Џон Снежни, Тирион Ланистер и Денерис Таргарјен) је пребацио у Плес са змајевима.
После издавања књиге октобра 2005. у УК, и новембра 2005. у САД, Гозба за вране је одмах отишла на сам врх листе бестселера Њујорк тајмса. Међу позитивним критикама Лев Гросман из Њујорк тајмса је Мартина назвао „америчким Толкином“. Међутим, неки обожаваоци и критика су били разочарани што је прича подељена на два дела и што су судбине неких ликова остале неразјашњене после краја Гозбе за вране. По издању четврте књиге, Мартин је рекао да је Плес са змајевима био допола завршен, и било је најављено његово издавање годину дана после Гозбе за вране. Међутим планирани датуми издавања су неколико пута одлагани. У међувремену, HBO је добио права да претвори Песму леда и ватре у ТВ серију 2007. године. Првих десет епизоде које покривају Игру престола су издате априла 2011. године.
Са око 1600 страница, најдужа од свих претходних књига, Плес са змајевима је на крају издат јула 2011. године, после шест година писања. Прича Плеса са змајевима сустиже и престиже причу Гозбе за вране, после једне трећине књиге. Али ипак покрива мање него што је Мартин планирао, јер је исечена једна велика битка као и завршетак прича неколико ликова. Мартин је кашњење приписивао своме расплету „Мириновог чвора“, коју је објаснио као „израду хронологије и ликова који ће да се сједине као различите теме код [Денерис].“ Мартин је кашњење такође приписивао његовом превеликом преправљању и усавршавању приче, али је гласно одбацио теорије екстравагантних критичара који су говорили да је изгубио интересовање за серијал, као и да намерно одуговлачи како би добио више новца.

### Планирани романи и будућност
Са зацртаним планом да исприча причу од почетка до краја, неће прекратити причу како би она стала у планиран број књига. Мартин је био уверен да ће издати преостале књиге, пре него што их телевизијска серија сустигне, али је рекао све важне тачке приче двојици главним продуцентима серије у случају да умре. (Стар 62 године 2011. Мартин по свима мерилима има добро здравље.) Међутим, Мартин никада не би дозволио неком другом писцу да заврши серијал. Он зна крај у грубим цртама, као и будућност главних ликова, и завршиће серијал са горкослатким елементима где нико неће живети срећно до краја живота. Мартин се нада да ће написати крај сличан крају Господара прстенова за кога сматра да има задовољавајућу дубину и резонанцу. Са друге стране, Мартин је свестан изазова избегавање ситуација као што су финале серије Изгубљени, који је обожаваоце серије разочарало, због тога што се крај доста разликовао од њихових нагађања.
Што се тиче Песме леда и ватре, које сматра својим магнум опусом, Мартин је сигуран да неће написати ништа овог обима и да ће се вратити универзуму, који је направио само кроз једноделне романе. Више воли да пише приче о ликовима из других периода историје Леда и ватре, уместо директне наставке серијала.
Две преостале књиге су осмишљене као обиман дела, свако од 1500 страница. Марта 2012. Мартин је изјавио да ће последња два романа одвести читаоце даље на север него што је било која од претходних књига и да ће се бели шетачи појавити. Џорџ Р. Р. Мартин је навео да неће дозволити другом писцу да заврши књиге.
Мартин је рекао да би волео да се врати писању кратких прича, новела, новелета и самосталних романа из разних жанрова као што су научна фантастика, хорор, фантастика или чак мистерије убиства.

#### Ветрови зиме
Шеста књига ће се звати Ветрови зиме (енгл. The Winds of Winter), наслов који је првобитно требало да има последња књига планиране трилогије. До половине 2010. године, Мартин је већ завршио пет поглавља Ветрова зиме са тачке гледишта Сансе Старк, Арје Старк, Аријане Мартел, накупивши око 100 страница. Ветрови зиме ће разрешити рано клифхенгером Плеса са змајевима и отвориће се двема великим биткама која су се [у петој књизи] спремале. После издавања Плеса са змајевима, Мартин је најавио да ће се вратити писању у јануару 2012. године, а у међувремену је проводио време на књижевним турнејама, конвенцијама и радио на свом делу Свет леда и ватре, које је желео да заврши пре 2012. Такође је радио и на новели Витез Седам краљевстава, која ће се појавити у антологији званом Dangerous Women (срп. Опасна жена). Четири стотине страница шесте књиге је написано завршно са октобром 2012, са тим да Мартин сматра да је тек 200 заиста довршено, док још 200 треба да се дорађује.
Децембра 2011. Мартин је на свом вебсајту поставио поглавље из Ветрова зиме, са тачке гледишта Теона Грејџоја и обећао је да ће поставити још једно поглавље у едицији Плеса са змајевима са тврдим корицама, које ће се објавити на лето 2012. Са 200 страна написаних до марта 2012. године, Мартин се нада да ће завршити Ветрове зиме много брже него пету књигу. Пре објављивања пете књиге имао је доста проблема са обожаваоцима који су непрестано говорили да је своје датуме објављивања процењивао превише оптимистично, па се зато сада уздржава о апсолутном датуму објављивања шесте књиге. Његова реалистична процена завршетка Ветрова зиме може бити три године са добрим темпом, али ће шеста књига коначно „бити завршена када буде завршена.““ Мартин не намерава да опет ликове раздваја географски, али је такође изјавио: „Три године од [2011] када седим са 1800 страна рукописа без краја на видику, ко то дођавола зна.“
Током 2011. Мартин је као реалистичну процену навео три године за завршетак шесте књиге, ако буде писао добрим темпом, али је рекао да ће књига „на крају бити готова када буде готова“, признајући да су његове раније процене када ће заврштии књиге биле превише оптимистичне. Током 2015. постојале су назнаке да ће књига бити објављена пре шесте сезоне ХБО серије. Он је такође открио да је постојао ранији рок, октобар 2015. године, који је сматрао остваривим у мају 2015, и да је у септембру 2015. и даље веровао да је рок до краја године достижан. Додатно је потврдио да би део радње књиге могао бити откривен у тада предстојећој шестој сезони серије Игра престола. У фебруару 2016. године, Мартин је изјавио да је одустао од свих уредничких пројеката, изузев Wild Cards, и да неће писати телевизијске и филмске сценарије, кратке приче, уводе или предговоре пре него што заврши Ветрове зиме. У марту 2020. године, Мартин је изјавио да свакодневно пише Ветрове зиме. У јуну је изразио наду да ће завршити књигу 2021. године. Октобра 2022. године, Мартин је рекао да је написао отприлике три четвртина књиге.
Током Међународног сајма књига у Гвадалахари у Мексику, почетком децембра 2016. године, Мартин је понудио следећи наговештај у вези са тоном ове књиге: „Тренутно има много мрачних поглавља... Већ 20 година вам говорим да зима долази. Зима је време када ствари умиру, а хладноћа, лед и тама испуњавају свет, тако да ово неће бити срећна и топла прича коју људи можда прижељкују. Неки од ликова [су] на веома мрачним местима.“ Мартин не планира да поново раздваја ликове на основу тога где су лоцирани. На фестивалу је такође навео да неће отркити крај књиге али да претпоставља да ће укупан сентимент бити горкослатак колико и срећан.

#### Сан пролећа
Мартин је био незадовољан првобитним насловом последње књиге, Време за вукове (енгл. A Time For Wolves). За наслов седме књиге одабрао Сан о пролећу (енгл. A Dream of Spring) 2006. године. Мартин је одлучан да заврши серијал седмом књигом, али оставља простор за осму књигу која ће завршити серијал.
Писац није сигуран да ли ће се серијал завршити са седмом књигом. Он има задати циљ да исприча причу од почетка до краја и навео је да неће скраћивати причу да би је уклопио у произвољан број томова. Мартин зна завршетак Песме леде и ватре у широким цртама, као и будућу судбину главних ликова, и завршиће серијал са горко-слађим елементима у којима сви ликови неће живети срећно до краја. Мартин се нада да ће написати крај сличан крају у Господару прстенова, за који сматра да даје причи задовољавајућу дубину и одјек. С друге стране, Мартин је истакао изазов да избегне ситуацију попут финала ТВ серије Изгубљени, које је оставило неке обожаваоце разочаране јер је превише одступило од њихових теорија и жеља.
У 2012. години, Мартин је признао своје забринутости да Сан о пролећу неће бити завршен до тренутка када ТВ серија Игра престола стигне до радње романа.
Године 2015. Мартин је рекао да не пише Сан о пролећу заједно са Ветровима зиме. Почетком 2016. године, рекао је да не верује да ће Сан о пролећу бити објављен пре последње сезоне серије.
У априлу 2018. године, Мартин је коментарисао да није започео рад на књизи, а у новембру је рекао да ће након Ветрова зиме одлучити шта да ради следеће: Сан пролећа или други том Ватра и крив или нове приповетке Tales of Dunk and Egg.
Маја 2019. године, Мартин је поновио да није започео писање Сна о пролећу и да то неће учинити пре него што заврши Ветрове зиме.

## Инспирација и писање

### Жанр
Џорџ Р. Р. Мартин верује да су најтемељнији утицаји они искушени у детињству, читајући Х. Ф. Лавкрафта, Роберта Е. Хауарда, Џ. Р. Р. Толкина, Роберта А. Хајнлајна, Ерика Френка Расела, Андре Нортон, Ајзак Асимова и Мервина Пика у младости. Мартин и сам никада није разврставао имагинативну структуру аутора на научну фантастику, фантастику и хорор, па тако данас све те жанрове пише са лакоћом. Мартин је класификовао Песму леда и ватре као „епску фантастику“ и посебно је именовао Толкина и Теда Вилијамса, као веома утицајне на настанак серијала. Његов омиљени савремени аутор је Џек Венс, иако Мартин сматра да серијал није превише Венсовски.
Средњовековна поставка је била традиционална позадина за епску фантастику чак и пре Толкина, чије писање и даље доминира жанром. Међутим, пре писања серијала Леда и ватре, Мартин је осетио да су многи имитатори Толкина писали о „дизнилендском средњем веку фантазије“ без хватања праве бруталности тога времена. Историјска фикција му је више погодовала и била реалистичнија. Фасцинирала га је драматичне могућности средњовековног контраста, као што су истовремено постојање витештва и права бруталност рата, као и постојање разметљивих замкова који су били окружени страћарама. Међутим, док су судбине историјских ликова знали информисанији читаоци, оригинални ликови су остављали читаоце у неизвесности и емпатији. Тако је Мартин желео да комбинује реализам историјске фикције са магијом највећих фантазија, више остављајући магију по страну а истичући битке и политичке интриге.
Мартину је нашироко признато одвођење фантазије у правцу одраслих. За Вашингтон пост серијал се заснива на бруталној реалности средњег века, упркос фантастичним елементима као што су змајеви и чаробњаци. Лос Анђелес тајмс истиче снажне елементе хорора и снажне, често непристојне телесности Песме леда и ватре у односу на имплицирану критику моралне једноставности Толкинових дела. Atlantic је оценио романе као „тешку фантастику“ са рањивим ликовима, за које читаоци могу да се емоционално повежу. Си-ен-ен је 2000. године оценио да су Мартинови зрели описи доста искренији неголи они код других аутора фантастике, иако је Мартин оценио да је жанр фантастике постао доста грубљи и оштри деценију касније и да нека дела других писаца су били доста зрелији од теме његових романа.

### Процес писања
Почевши да пише нешто епско, Мартин је планирао да напише 3 књиге са по 800 страна у раном раздобљу серијала. Његов оригинални уговор са издавачима му је давао рокове од једне године, заснован на раним литерарним радовима током холивудских дана, али Мартин није знао колико ће да му буду дуге књиге. Године 2000, Мартин је планирао да му писање једне књиге траје од 18 месеца до две године, а своју последњу од шест планираних књига је замислио да изда 5-6 година касније од задње издате књиге. Међутим како се серијал Леда и ватре развио у највећу и најамбициознију причу коју је он икада покушао да пише, остало му је да изда још две књиге од 2012. године. Мартин је рекао да једино може да се удуби у писање када је у својој канцеларији у Санта Феу. Почиње да пише сваки дан у 10 сати ујутру тако што преправља и дотерује све што је написао претходног дана, а може да пише цео дан или да не напише готово ништа. Вишак материјала ранијих верзија чува, јер постоји могућност да их опет искористи. Мартин текст књиге куца на старом рачунару IBM PC compatible, на оперативном систему MS-DOS, и користи програм WordStar 4.0.
Мартин је причу Леда и ватре сместио у имагинираном свету инспирисаном Толкиновим писањем. За разлику од Толкина који је створио нове језике, митологију и историју Средње земље дуго пре него што је написао Господар прстенова, Мартин је почео са грубом скицом замишљеног света који током писања употпуњава. Он је описао своје писање као оно које долази из подсвесног нивоа „у готово сасвим процесу сањарења,“ а његове приче које имају више митско него научно језгро, црпе више из емоција него из рационалности. Мартин користи мапе и има листу дугу 60 страна о ликовима, али држи већину информација у свом уму. Његове замишљене позадинске приче се могу променити пре објављивања, а једино романи се рачунају као канонски. Супротно Толкину, Мартин не планира да изда своје приватне белешке после завршетка серијала.
Мартин је инспирацију доста извлачио из историје средњег века, имајући неколико полица испуњених са књигама о средњем веку за истраживање, а такође је и посећивао многа европска средњовековна знаменита места. Као Американац који говори само енглески, историја Енглеске му је био најближи извор инспирације, што је дао серијалу више енглески него немачки или француски тон. Мартин се информисао о многим средњовековним темама као што су одећа, храна, гозбе и турнири, како би се што боље припремио за писање серијала. На серијал су највише утицали Стогодишњи рат, Крсташки ратови, Катарски крсташки рат и Ратови ружа, али се Мартин уздржао од директних адаптација. Писца је такође инспирисао серијал француских историјских романа The Accursed Kings писца Мориса Друона.
Прича је писана да прати главна места догађаја са једном коначном дестинацијом, али је Мартин оставио места за импровизацију. Неки промењени детаљи су значајно утицали на даљи развој приче. До четврте књиге, Мартин је изјавио како је имао доста белешка како би пратио разне позадинске приче, које су постале толико гломазне после издавања пете књиге. Мартинови уредници и обожаваоци пазе на случајне грешке, али се неке ипак поткрадају, као што су промењене боје очију и полови коња.

### Наративна структура
| Главни лик           | Игра   | Судар   | Олуја   | Гозба   | Плес    | (Ветрови) | Укупно   |
| -------------------- | ------ | ------- | ------- | ------- | ------- | --------- | -------- |
| Брен Старк           | 7      | 7       | 4       | –       | 3       |           | 21       |
| Кејтлин Старк        | 11     | 7       | 7       | –       | –       |           | 25       |
| Денерис Таргарјен    | 10     | 5       | 6       | –       | 10      |           | 31       |
| Едард Старк          | 15     | –       | –       | –       | –       |           | 15       |
| Џон Снежни           | 9      | 8       | 12      | –       | 13      |           | 42       |
| Арја Старк           | 5      | 10      | 13      | 3       | 2       | ≥1        | 33       |
| Тирион Ланистер      | 9      | 15      | 11      | –       | 12      | ≥1        | 47       |
| Санса Старк          | 6      | 8       | 7       | 3       | –       | ≥1        | 24       |
| Давос Сиворт         | –      | 3       | 6       | –       | 4       |           | 13       |
| Теон Грејџој         | –      | 6       | –       | –       | 7       | ≥1        | 13       |
| Џејми Ланистер       | –      | –       | 9       | 7       | 1       |           | 17       |
| Семвел Тарли         | –      | –       | 5       | 5       | –       |           | 10       |
| Серсеи Ланистер      | –      | –       | –       | 10      | 2       |           | 12       |
| Бријена од Опорја    | –      | –       | –       | 8       | –       |           | 8        |
| Ерон Грејџој         | –      | –       | –       | 2       | –       | ≥1        | 2        |
| Арео Хотах           | –      | –       | –       | 1       | 2       |           | 3        |
| Аша Грејџој          | –      | –       | –       | 1       | 3       |           | 4        |
| Арис Оукхарт         | –      | –       | –       | 1       | –       |           | 1        |
| Виктарион Грејџој    | –      | –       | –       | 2       | 2       | ≥1        | 4        |
| Аријана Мартел       | –      | –       | –       | 2       | –       | ≥2        | 2        |
| Квентин Мартел       | –      | –       | –       | –       | 4       |           | 4        |
| Џон Конингтон        | –      | –       | –       | –       | 2       |           | 2        |
| Мелисандра           | –      | –       | –       | –       | 1       |           | 1        |
| Баристан Селми       | –      | –       | –       | –       | 4       |           | 4        |
| Пролог/Епилог        | 1      | 1       | 2       | 1       | 2       |           | 7        |
| Укупан број поглавља | 73 (9) | 70 (10) | 82 (12) | 46 (13) | 74 (18) | /         | 345 (31) |

Књига је подељена на поглавља, свако је са тачке гледишта из трећег лица неког од главних ликова. Ову технику писања је Мартин научио док је у младости радио у новинарству. Сваки лик може да се налази на различитим локацијама. Са девет главних ликова у Игри престола, број им је повећан на 31 до Плесу са змајевима. (види табелу) Пролог и епилог је са тачке гледишта мањих ликова, који су наратори обично једном. Њујорк тајмс је увидео „значајност Старка (добрих момака), Таргарјена (најмање један добар мушкарац или девојка), Ланистера (углавном лоши), Грејџоја (исто), Баратеона (мешавина), Тирела (неизјашњени) и Мартела (исто), који се грозничаво настоје да остваре своје амбиције и упропасте непријатеље, претпостављиво смрћу.“ Међутим Тајм је истако и то да сваки читалац „доживљава борбу за Вестерос са свих страна одједном, па тако свака борба је у исто време и тријумф и трагедија [...] и свако је херој и зликовац истовремено.“
Зоснован на Господару прстенова, прича Леда и ватре почиње са фокусом на малом групом (у Зимоврелу, осим Денерис), а затим се раширује у сепаративне приче. Приче ће се испреплетати у једну целину опет, али проналазак преломне тачке у овом комплексном серијалу је био доста тежак задатак за Мартина, што је успорило његово писање. У зависности од интервјуа, Мартин је изјавио да је преломну тачку достигао у Плесу са змајевима, али да је још увек није до краја у серијалу. Структура серијала је инспирисана серијалом Wild Cards (срп. Дивље карте), заједнички универзум кога уређују многи аутори укључујући и Мартина још од 1985. године. Мартин сваку нову књигу започиње са тачке гледишта једног лика уместо да ради хронолошки. Поглавља су касније прераспоређују како би се створила напетост и хронологија.
Пошто је у прошлости био телевизијски и филмски сценариста, Мартин покушава да привуче пажњу читалаца тако што свако поглавље Леда и ватре завршава са откровењем, узбудљивим моментом, обртом или клифхенгером, слично као што се то ради на телевизији. Дељење приче Песме леда и ватре је много теже за Мартина. Свака књига представља фазу путовања које има закључак. Сценаристика га је такође научила техници „уклањања масти и остављања само мишића“, што је последња фаза завршетка књиге; примена ове технике је смањила број страница у Плесу са зmaјевима за готово осамдесет страница. Неким ликовима се прича завршава клифхенгером да би се читаоци желели прочитају следећу књигу, мада се Плес са змајевима завршио са више клифхенгера него што је Мартин планирао. И једновремени и главни ликови су дизајнирани тако да им се приче завршавају у тријумфу или трагедији, и писани су да заокупљују пажњу читалаца, како не би прескакали поглавља. Главни ликови се могу убити како би читалац схватио да они не могу проћи сасвим неозлеђено и да осећају страх лика са сваком окренутом страницом.
Неразјашњена већа наративна структура подстиче спекулације о будућим догађајима у причи. Према Мартину, велики део за разумевања догађаја у Леду и ватри се налази 16 година у прошлости приче, коју свака нова књига све више разјашњава. Догађаји планирани од почетка су наговештени, али је Мартин обазрив да развој приче буде непредвидљив. Ликови са којих се посматра неки догађај су често непоуздани наратори и могу разјаснити неки догађај или пружити другачију перспективу догађаја. Оно у шта верују читаоци не мора бити нужно истинито.

### Развој ликова
Још на почетку је Мартин планирао да серијал има велики број ликова и различитих прича. Гозба за вране има 63 стране дугу листу ликова, са хиљадама других који су споменути само у пролазу или који нестају на дуге периоде времена у књизи. Када Мартин планира да дода нову породицу у апендиксу, он ствара тајну о личностима или судбину чланова породице. Међутим, њихова позадинска прича се може променити све док се не убаци у причи. Сваки лик је дизајниран да има свој унутрашњи глас, за кога Мартин добијао инспирацију углавном из историје и из његовог личног искуства, али такође и од понашања његових пријатеља, познаника и људи од јавног значаја. Мартину је „циљ да учини ликове стварним и да их направи људима, ликови који имају добро и лоше, племените и себичне [атрибуте] добро промешане у њиховим природама.“ LA Times помиње „Мартинову посвећеност да потпуно утелотвори своје ликове, што ствара незаустављиви импулс у његовим романима и садржи имплицитну критику Толкинове моралне једноставности.“
Мартин је намерно игнорисао правило писања да никада не даје иста имена ликовима која почињу са истим словом. Уместо тога имена ликова одражавају начин именовања у разним европским породичним историјама, где су одређена имена повезивана са одређеном краљевском кућом и где су често огранци куће давали иста имена. Па тако у серијалу многа деца имају име Роберт у знак поштовања краљу Роберту од Куће Баратеона. У свакој генерацији Старка је по један Брендон у част Брендона Зидара (од Зида), а слогом Ти често почињу имена припадника Куће Ланистера. Уверен да ће читаоци обраћати пажњу, Мартин је користио исту технику која се користи у модерно време да се разликују људи са истим именима, као што је додавање броја или локације заједно са именом (на пример Хенри V од Енглеске). Имена породица су створена у складу са етничким групама: Први људи на Северу Вестероса имају веома проста описна имена као што су Старк (енгл. Stark; срп. чист, јак, потпун, силан крут) или Стронг (енгл. Strong; срп. Снажан), затим су ти и неописна имена као код Ланистера или Ерина; Таргарјени и Валиријци са источног континента имају егзотична имена која садрже слово Ј.
Атлантик се упитао да ли је Мартин намеравао да читаоци саосећају са ликовима на обе стране сукоба Ланистер-Старк дуго пре него што их је развој радње натерао да праве емоционалне изборе. Насупрот већини конвенционалних епских фантастика, ликови Леда и ватре су рањиви тако да читалац „не може бити сигуран да ће добро тријумфовати што такве случајеве чини више тријумфалне,“ тврди Атлантик. Мартин се емоцијски повеже са ликовима током писања, што му поглавља са непријатним догађајима чини доста тешким за писање. Да би се гледао свет кроз очију ликова треба одређено саосећање, чак и са зликовцима. Мартин је схватио да неки његови ликови имају свој ум, па је своје писање одвео у другачијим правцима, али се ипак враћа планираној причи, ако му се не свиђа нови правац у коме иде, међутим понекада му је ово доста корисно.
Арја Старк, Тирион Ланистер, Џон Снежни и Денерис Таргарјен изазивају највише реакција код читалаца. Тирион је Мартинов омиљени и „највише сив” од свих ликова; он је лукав и препун досетки  што га чини најзабавнијим за писање. Мартину је Брен Старк најтежи лик за писање, јер је он најдубље упетљан у магију. На Бренову причу Мартин обраћа посебну пажњу у оквиру натприродних аспекта серијала. Бран је такође најмлађи од свих главних ликова и мора се носити са одраслим темама у серијалу као што су похлепа, усамљеност и бес. Мартин је желео да млађи ликови расту брзо између поглавља, али му је било неприхватљиво да се лик јавља на свака два месеца када је у књизи представљен мали протек времена. Надао се да ће петогодишњом паузом млађи ликови порасти у скоро одрасле особе, али је на крају одустао од ове идеје види (види Премошћавање временске празнине (2000—2011)) Мартин као писац види своје ликове као срце приче, воли чак и негативце као да су његова деца.

## Теме
Серијал је генерално хваљен због свог реализма и невероватно великог света. Верујући да се магија треба користити умерено у жанру фантастике, Мартин је желео да прича буде више као историјска фикција него као савремена фантастика, са мање истицање магије и са више битака, политичких интрига и ликова. Са количином магије која се повећава од почетка приче, серијал и даље има мање магије него од романа савремене фантастике. У Мартиновим очима магија треба да представља чудну и опасну силу, ван људског поимања, а не ванземаљска технологија или учене чини. Па зато ликови схватају само природне аспекте њиховог света, али не и магичне елементе као што су Туђини.
Пошто се Мартин ослањао на историјске изворе за време стварања света Леда и ватре, Гардијан је видео велику сличност између Вестероса и Енглеске у периоду ратова ружа. Часопис Atlantic је сагледао Песму леда и ватре „више као причу о политици него о хероизму, причу о човечанству које се бори са базичним опсесијама неголи да испуњава свој величанствени потенцијал,“ где изненадна борба за моћ уништава репресију феудалног система, а не из борбе добра и зла. Мартин не само да је хтео да одрази сукоб средњовековне структуре класа у романима, већ и да истражи последице одлука вођа, јер ако су вође као особе добре то их одмах не чини и добрим предводницима и обрнуто.
Главна тема у жанру фантастике је борба између добра и зла, коју Мартин одбацује јер не одражавају стварни свет. Привучен сивим ликовима уместо оркова и анђела, Мартин је подржао став нобеловца Вилијама Фокнера да је једино људско срце у конфликту вредно писања. Баш као способност људи за добро и зло у стварном свету, Мартин истражује питања о ликовом искупљењу и његову промену у серијалу. Структура са више тачка гледишта омогућава да се ликови истражују са разних страна тако да, за разлику од других књига фантастике, можемо читати са тачке гледишта претпостављеног негативца. Читалац тако може да сам одлучује шта је добро и лоше кроз дешавања у роману и политици.
Иако је фантастика смештена у измишљеном свету, Мартин види отворену потребу да одрази стварни свет, где људи умиру некада грозном смрћу, чак и вољени. Главни ликови се убијају да читалац не очекује да ће претпостављени херој проћи неозлеђен и да се боји за његов живот са читањем сваке нове стране. Романи такође одражавају суштинску цену смрти у рату. Смрт прекобројних оркова не оставља снажан утисак на читаоца, док смрт пријатеља оставља већи емоцијски утисак. Он преферира жртву хероја да би казао нешто о људској природи.
Мартин сматра да се жанр фантастике ретко фокусира на секс и сексуалност, за разлику од књига Леда и ватре, често третирајући их детињасто или их у потпуности одбацујући. Међутим, он сматра да је сексуалност битна вучна сила у људском животу која се не треба искључивати из приче. Обезбеђивање чулних детаља за узбудљиво искуство је Мартину важније од тока радње. То омогућава читаоцима да искусе секс сцене у роману, „било да је то велики трансцендентан и узбудљив секс или узнемирујући, изврнут, мрачни секс, као и разочаравајући површан секс.“ Мартин је фасциниран средњовековним констрастом где су витезови одавали пошту дамама уз помоћ поема и уз њихов благослов ишли на турнирима, док су њихове армије безумно силовале жене за време рата. Непостојећи концепт адолесценције у средњем веку је послужило као модел у романима за Денерисину сексуалну активност у тринаестој години. Романи такође алудирају на инцестоидни обичај у династији Птоломеја Древног Египта и европских династија ради очувања чистокрвности лозе.
Роман приказује разноврсне женске ликове, ради истраживања неких гранања романа смештених у патријархалном друштву. Пишући све своје ликове као људска бића са базичним потребама, сновима и утицајима, његови женски ликови треба да покривају исти широки спектар људских особина као и мушки ликови. Мартин се може идентификовати са свим главним ликовима за време писања, без обзира што се знатно разликује од њих, било то пол или године. Он не прихвата чињеницу да ствара феминистичке исказе на било који начин, иако телевизијска адаптација серијала је подстакла критику о серијској наводној мизогинији, приказивања жена и расподелу пола читалаштва и гледалаштва.

## Пријем

### Критика
Syfy је 2000. године навео да би „мало ко оспорио да је Мартиново најмонументалније достигнуће до сада револуционарни серијал историјске фантазије Песма леда и ватре, за коју су рецензије биле „далеко испред“ него за његову претходни радови, како је Мартин описао за The New Yorker.  Године 2007. часопис Weird Tales описао је серију као „сјајну фантазију сагу“ која је „подигла Мартина на потпуно нови ниво успеха“. Непосредно пре објављивања филма Плес са змајевима 2011. године, Бил Шихан из Вашингтон поста био је сигуран да „ниједно дело фантазије није изазвало такво ишчекивање од последњег дуела Харија Потера са Волдемортом“. Итан Сакс у тексту за Daily News наводи да је серијал миљеника књижевних критичара, као и мејнстрим читалаца, што је било „ретко за жанр фантазије који се често одбацује као смеће...“. Ендрју Леонард из Salon.com је изјавио:
Успех је утолико значајнији јер је [серијал дебитовао] без претходног публицитета на масовном тржишту или било каквог потенцирања у круговима фантазије/СФ. Џорџ Р. Р. Мартин је стекао своје пратиоце на тежи начин, кроз реч и препоруку од читаоца до читаоца, и увукао је своје ликове у психу читалаца до мере о којој већина писаца жанра само сања.
Publishers Weekly је 2000. године приметио да „Мартин можда није ривал Толкину или Роберту Џордану, али се сврстава у ред тако успешних писаца као што су Пол Андерсон и Гордон Руперт Диксон“. Након што је четврти том Песме леда и ватре изашао 2005. године, Лев Гросман је у магазинуTime  описао Мартина као „водећу силу у еволуциј фантазије“ и прогласио га „америчким Толкином“, објашњавајући да, иако је Мартин „[није] био најпознатији амерички писаца фантастике" у то време и „никада неће“ добити Пулицерову или Националну награду за књигу ... његова умеће као мајстора нарације превазилази вештину скоро сваког данас активног романописца." Као што је Гросман рекао 2011. године, опис Амерички Толкин „се залепла за [Мартина], као што и треба“,  и такав опис су пренели медији укључујући The New York Times („Он је много бољи од тога“),  New Yorker, Entertainment Weekly („признање које се граничи са бласфемијом фантазије“), The Globe and Mail, и USA Today. Магазин Тime прогласио је Мартина за једног од 100 најутицајнијих људи на свету у 2011, а USA Today  прогласио је Џорџа Р. Р. Мартина за аутора године 2011.
Према Џону Барберу који пише за The Globe and Mail, Мартин успева истовремено да савлада и превазиђе жанр у оквиру којег ствара, тако да „критичари аплаудирају дубини карактеризација и недостатку клишеа у књигама које су ипак препуне патуљака и змајева“. Publishers Weekly је дао позитивне критике прва три романа Песма леда и ватре, рекавши да је Игра престола имала „сјајно развијене ликове, квалитетну прозу и чисту крваву умност“,, да је А Судар краљева је био „посебно истакнут по квалитету  фиктивног света и] по релативно малој улози магије“, и да је Олуја мачева била један од „најбољих примера гигантизма у савременој фантазији“. Међутим, навели су да Гозби за вране, четвртом делу, „веома недостаје друга половина’’. Рецензија за Плес са змајевима поновила је критичке тачке које су претходно наведено за четврти део и рекла да, иако „нови том има сличан осећај као Гозба “, „Мартин га одржава свежим фокусирајући се на популарне ликове [који су били] уочљиво одсутни из претходне књиге."
Према Los Angeles Times, „Мартинова бриљантност у дочаравању атмосфере кроз описивање је трајни знак његове фикције...“, а романи плене читаоце „сложеним причама, фасцинантним ликовима, сјајним дијалог, савршеним темпом и спремности да се убију чак и његови главни ликови".  CNN је приметио да се „прича прожима кроз различите тачке гледишта у вештој мешавини посматрања, нарације и добро осмишљеног дијалога који осветљава и лик и заплет фасцинантним стилом“. Дејвид Ор из New York Times је открио да „ Све  стотине ликова имају љубазне ноте историје и личности које развијају линију заплета тријумфа и невоља“. Ендрју Леонард је за Salon.com написао да „није могао да престане да чита јер је мжеља да знам шта ће се десити у комбинацији са апсолутном неспособношћу да погодим шта ће се десити и оставила ме је беспомоћног пред Мартиновим чаробњаштвом. На крају сам се осећао потресено и исцрпљено“. Тhe Christian Science Monitor саветује читање романа скупа са енциклопедијом Песма леда и ватре при руци како би се „ухватили сви слојевити, суптилни наговештаји и детаљи које [Мартин] оставља у својим књигама. Ако обратите пажњу, бићете награђени и на питања ће бити одговорено“.

Међу најкритичнијим спрам серијала били су Сем Џордисон и Мајкл Хан, који обоје пишу у Гардијану. Џордисон је у рецензији из 2009. изнео своје сумње у вези са Игром престола и резимирао: „То је тупо. Несофистицирано. То је налик цртаном. Iпак, нисам могао да престанем да читам .... На страну архаични апсурд, Мартиново писање је одлично. Његови дијалози су брзи и често смешни. Његова дескриптивна проза је непосредна и атмосферична, посебно када је реч о стварању осећаја сласне мрачне слутње [дуго надолазеће зиме].“  Хан није сматрао да се романи издвајају из општег жанра фантастике, упркос Мартиновим изменама. На конвенцију фантазије, иако је поново открио асоцијаије из детињства:
Онда када су, укупно сагледано, ствари у животу прилично безвезе, велико је задовољство заронити у нешто што толико увлачи у свој свет, из чега не осећате потребу да изађете сатима. А ако тај свет укључује змајеве, магију, мртве који ходају, вукове који мењају свој лик и прогнане принчеве, онда некада тако буде.

## Продаја
Пријављене укупне бројке о продаји серије Песма леда и ватре варирају. New Yorker је у априлу 2011. (пре објављивања Плеса са змајевима ) рекао да је више од 15 милиона књига Песма леда и ватре продатo широм света, што је поновио The Globe and Mail у јулу 2011. Ројтерс је у септембру 2013. известио да су књиге, укључујући штампану, дигиталну и аудио верзију, продате у више од 24 милиона примерака у Северној Америци. The Wall Street Journal је навео податакк о више од шест милиона продатих примерака у Северној Америци до маја 2011. USA Today је објавио да је 8.5 милион копија у штампаном и дигиталном облику продато до јула 2011, и преко 12 милиона продатих примерака у штампи у децембру 2011. Серијал је преведен на више од 20 језика; USA Today је известио да ће пета књига бити преведена на преко 40 језика. Forbes је проценио да је Мартин био 12. на листи аутора са највећом зарадом у свету 2011, са приходованих 15 милиона долара.
Мартинови издавачи су првобитно очекивали да ће Игра престола бити бестселер, али први део није ни достигао ниже позиције на листи најпродаванијих књига. Мартина то није изненадило. Међутим, књига је полако освојила страствену подршку независних продаваца књига и популарност књиге је расла тако што се пеносила препорука од уста до уста. Популарност серије је нагло порасла у наредним томовима,  са другим и трећим томом који су доспели на листу најпродаванијих књига The New York Times-а 1999. и 2000. Серијал је привукао нову пажњу Мартинових старих дела, а амерички издавач Bantam Spectra требало је да поново штампа његове романе који су тада изашли из штампе.
Четврти део, Гозба за вране, одмах је постао бестселер у издању 2005. године, који је био на првом месту на листи бестселера са тврдим корицама The New York Times-а 27. новембра 2005, што је за роман овог жанра сугерисало да су Мартинов књиге су привлачиле главне читаоце. Издање Игре престола у меком повезу достигло је 34. реиздање 2010. године, премашивши цифру од милион примерака. Пре него што је чак и премијерно приказана, ТВ серија је повећала продају серијала књига, а Песма леда и ватре приближила се троцифреном порасту продаје из године у годину. Мартинов издавач у УК Harper Voyager, очекивао је да читаоци поново открију своју другу епску фантастичну литературу.. Са продатих 4.5 милион примерака прва четири тома у штампи почетком 2011, четири тома су се поново појавила на листама бестселера меких повеза у другом тромесечју 2011.
У тренутку објављивања у јулу 2011. Плес са змајевима био је у свом шестом издању са више од 650.000 штампаних примерака (тврди повез). Плес са змајевима је имао највећу продају појединачног и првог дана у односу на било који нови наслов белетристике објављен у 2011. у том тренутку, са 170.000 тврдих повеза, 110.000 е-књига и 18.000 аудио књига наводно продатих првог дана. Плес са змајевима доспео је на врх листе бестселера The New York Times-а 31. јула 2011. За разлику од већине других великих наслова, пети том је рано продат више физичких него дигиталних копија, али је ипак Мартин постао десети аутор који је продао 1 милион е-књига на Амазоновом Киндлу. Свих пет томова и четворотомни комплет у кутији били су међу 100 најпродаванијих књига у САД 2011. и 2012.
ТВ серија је значајно допринела повећању продаје и књига и колекционарских предмета као што су сет-кутије, роба и други предмети. ТВ серија је такође допринела повећању географске покривености књига, уводећи нове купце у земљама у развоју као што су Индија и Бразил у серији књига. Све ово је значајно повећало укупну продају књига. Од априла 2019, серија књига је продата у 90 милион примерака широм света.

### Љубитељи
„На крају крајева, као што неки од вас воле да истичу у својим мејловима, ја имам шездесет година и дебео сам, и не желите да 'изведем оно што је Роберт Џордан' и да вас ускратим књига. Добио сам поруку. Не желите да радим било шта мимо Песме леда и ватре (Па, можда је у реду ако повремено шорам?)
— Џорџ РР Мартин на свом блогу 2009. 
Током 1980-их и раних 1990-их, Мартинови романи су постепено стицали позитивну репутацију у круговима љубитеља научне фантастике, иако је рекао да је добијао само неколико писама обожавалаца годишње, у ери пре интернета. Објављивање Игре престола довело је до пораста броја љубитеља Мартиновог рада, са појављивањем сајтова обожавалаца и развијањем друштва следбеника налик Трекију које се редовно састаје. Westeros.org, један од главних сајтова фампва Песме леда и ватре са око седамнаест хиљада регистрованих чланова ажурирано: 2011. кооснивали су 1999. шведски обожаватељ кубанског порекла Елио М. Гарсија Млађи, као и Линда Антонсон, која га је увела у свет Мартиновог стваралаштва. Њихово укључивање у Мартинов рад сада је постало полупрофесионално. The Brotherhood Without Banners, незванични клуб обожавалаца који функционише широм света, офоромљен је 2001. Њихови оснивачи и други дугогодишњи чланови су међу Мартиновим добрим пријатељима.
Мартин води званичну веб страницу и лични блог, уз помоћ Таја Франка. Он такође ступа у интеракцију са фаовима тако што одговара на мејлове и писма, иако је 2005. изјавио да би многи остали без одговора годинама узевши у обзир колико порука му шаљу љубитељи. Пошто данас постоје различите врсте конвенција и места окупљања љубитеља жанра, Мартин има тенденцију да оде на три или четири конвенције научне фантастике годишње, где се подсећа на своје почетке и социјализује са пријатељима и познаницима. Мартин више не чита форуме и слична гласила фанова, тако да на његово писање неће утицати фанови који предвиђају обрте и тумаче ликове другачије од онога што је намеравао.
Док Мартин већину својих обожавалаца назива „сјајним“ и ужива у интеракцији са њима, накклоност неких љубитеља  изгубио због шест година паузе имзеђу књига, колико му је било потребно да објави Плеса са змајевима. Покрет незадовољних обожаватеља под називом GRRuMblers формиран је 2009. године; креирали су сајтове као што су Finish the Book, George and Is Winter Coming? Када је изразито нестрпљење фанова поводом књиге Плес са змајевима убрзо након тога достигло врхунац, Мартин је издао изјаву под називом „Мојим клеветницима“ на свом блогу, која је привукла медијску пажњу.. The New York Times је приметио да није било неуобичајено да Мартин буде нападан од стране маса док је потписивао књиге. The New Yorker  је ово назвао „запањујућом количином труда уложеног у осуду аутора књига за које се тврди да их исте особе које их нападају воле. Мало савремених аутора може да каже да је инспирисало такву страст“.

### Награде и номинације
- Игра престола (1996) – добитник награде Локус,[136] Светске награде за фантастику[137] и номинација за награду Небјула, 1997.[138]
- Судар краљева (1998) – добитник награде Локус,[136]  номинација за награду Небјула, 1999.[138]
- Олуја мачева (2000) – добитник награде Локус,[136] Хјуго награде[139] и номинација за награде Небјула 2001.[140]
- Гозба за вране (2005) – Хјуго,[141] Локус,[136] и номиновани за British Fantasy Awards, 2006.[142]
- Плес са змајевима (2011) – добитник награде Локус,[143] Хјуго награде[144] и номинован за Светску награду фантазије, 2012.[145]

## Изведени радови

### Новеле
Мартин је написао неколико преднаставака. Серијал Tales of Dunk and Egg, три новеле смештене 90 година пре догађаја из романа, приказују авантуре сер Данкана Високог и његовог штитоноша „Јајета“, који је касније постао краљ Егон V Таргарјен. Приче немају директну везу са заплетом Песме леда и ватре, иако се ликови помињу у серији. Први део, The Hedge Knight, објављен је у антологији Legends објављене 1998. године. The Sworn Sword је објављен 2003. године, у оквиру антологије Legends II. Оба дела су касније адаптирана у графичке романе. Трећа новела, The Mystery Knight,, први пут је објављена у антологији Warriors из 2010, а 2017. адаптирана је и као графички роман. Током 2015. објављене су прве три новеле као једна илустрована збирка, A Knight of the Seven Kingdoms.
Новела The Princess and the Queen, or, the Blacks and the Greens, појавила се у антологији Dangerous Women Тор Брукс-а из 2013. и објашњава неке од позадинских прича Таргаријена два века пре догађаја у романима. The Rogue Prince, or, a King's Brother, објављен у антологији Rogues, објављеној 2014, само по себи је наставак догађаја The Princess and the Queen. Новела The Sons of the Dragon, објављена у антологији The Book of Swords 2017, је прича о двојици синова Егона Освајача, Аенису I и Мегору I Окрутном. Све три ове приче укључене су у књигу Fire & Blood, која бележи историју лозе Таргаријена.
Сабрана поглавља из романа такође су обједињена у три новеле које су између 1996. и 2003. објавили Аsimov's Science Fiction и Dragon:
- Blood of the Dragon (јул 1996),[13] преузето из поглавља Денерис у Игри престола
- Path of the Dragon (децембар 2000),[14] преузето из поглавља Денерис у Олуји мачева
- Arms of the Kraken (март 2003),[15] преузето из поглавља о Гвозденим острвима из Гозбе за вране

### Ватра и крв
Ватра и крв је књига у којој приказана свеобухватна историја куће Таргаријен, која ће бити објављена у два тома. Први том је изашао 20. новембра 2018.

### Телевизијска серија
Како је популарност серије расла, ХБО се одлучио за телевизијску адаптације Песме леда и ватре 2007. Пилот епизода је продуцирана крајем 2009. године, а обавеза да се сними још девет епизода је утврђена марта 2010. Серија Игра престола премијерно је приказана у априлу 2011. године и добила је велико признање и остварила висок рејтинг (види Игра престола § Пријем ). Мрежа је два дана касније одобрила наставак снимања друге сезону која покрива Сукоб краљева. Убрзо након завршетка прве сезоне, серија је добила 13 номинација за награду Еми, укључујући најбољу драмску серију, награду за изванредан дизајн шпице и најбољег споредног глумца у драмској серији за тумачење Тириона Ланистера глумца Питера Динклиџа. HBO је најавио наставак снимања треће сезоне априла 2012, десет дана након премијере друге сезоне. Због дужине књиге, трећа сезона је покривала само отприлике прву половину романа Олуја мачева.
Рано током развоја ТВ серије, Мартин је рекао главне тачке заплета продуцентима Дејвиду Бениофу и Д. Б. Вајсу. Мартин је био уверен да ће објавити барем Ветрове зиме пре него што сезоне ТВ серије претекну дешавања у књигама. Ипак, постојала је општа забринутост да ли ће Мартин моћи да реализује планирани темпо писања. Као резултат тога, главни писци Бениоф и Вајс су дознали више будућих тачака заплета од Мартина 2013. што им је помогло да поставе наративнне линије нове могуће сезоне серије. Ово је укључивало завршне сегменте прича за све главне ликове. Разматрана су одступања од прича у књигама, али двогодишња пауза да сачекају нову књигу није била опција за њих (с обзиром да деца глумци расту а популарност серије опада).
Убрзо након премијере треће сезоне серије марта 2013, HBO је објавио да ће бити приказана четврта сезона Игре престола, која ће обухватати другу половину Олује мачева заједно са почецима Гозбе за вране и Плеса са змајевима. Игра престола је номинована за 15 Еми награда за трећу сезону. Два дана након премијере четврте сезоне у априлу 2014, ХБО је одобрио Игру престола за пету и шесту сезону. Пета сезона је премијерно приказана 12. априла 2015. и оборила је Гинисов рекорд за освајање највећег броја Еми награда за серију у једној сезони и години, освојивши 12 награда од укупно 24 номинације, укључујући и изванредну драмску серију. Ове епизоде је гледало 8 милиона гледалаца, што је био нови рекорд за серију. Мартин је 2. јануара 2016. потврдио да шести том неће бити објављен пре почетка шесте сезоне серије. Шеста сезона је премијерно приказана 24. априла 2016. Ове епизоде су добиле највише номинација на 68. додели Еми награда. Номинове су за 23 а освојиле су 12 награда, укључујући награду за најбољу драмску серију. Седма сезона је премијерно приказана 16. јула 2017. године. Осма и последња сезона премијерно је емитована 14. априла 2019.

### Осталo
Песма леда и ватре je покренула индустријску производњу сродних и тематски повезаних производа. Fantasy Flight Games је објавио колекционарску карташку игру, друштвену игру и две колекције уметничких дела инспирисане серијом Песма леда и ватре. Различите производе за играње игри улога објавили су Guardians of Order и Green Ronin. Dynamite Entertainment је адаптирао Игру престола у стрип истог наслова који је излазио на масечном нивоу од 2011.
Видео-игре A Game of Thrones: Genesis и A Game of Thrones: The Board Game - Digital Edition су објављене 2011. и 2020. године.
Књигу Свет леда и ватре су написали Мартин и власници портала Westeros.org Елија М. Гарсија Млађи и Линда Антонсон у октобру 2014.
Други производи у продаји под званичном лиценцом су: репродукције оружја у пуној величини, низ колекционарских фигура, репродукције кованог новца те велики број поклона и колекционарских предмета заснованих на телевизијској серији.
Популарност телевизијске серије довела је до тога да је гвоздени престо постао симбол читаве медијске франшизе.

## Веће властелинске породице
Највеће властелинске куће у свету Вестероса су:
- Старк - Грб: Сиви језовук на леденобелом пољу - Крилатица: Зима долази
- Баратеон - Грб: Окруњени црни јелен на златном пољу - Крилатица: Наш је гнев
- Ланистер - Грб: Златни лав на гримизном пољу - Крилатица: Чуј моју рику!
- Тирел - Грб: Златна ружа на зеленом пољу - Крилатица: Растемо снажни
- Карстарк - Грб: Бело сунце на црном пољу - Крилатица: Сунце зиме
- Тали - Грб: Пастрмка у скоку, сребрна на пољу плавих и црвених таласа - Крилатица: Породица, дужност, част
- Ерин - Грб: Соко и полумесец, бели на небескоплавом пољу - Крилатица: Високо као част
- Фреј - Грб: Две куле близнакиње - Крилатица није наведена.
- Болтон - Грб: Одрани човек на ружичастом пољу - Крилатица: Наши ножеви су оштри
- Таргаријен - Грб: Троглави црвени змај на црном пољу - Крилатица: Ватра и крв
- Грејџој - Грб: Џиновска златна сипа на црном пољу - Крилатица: Ми не сејемо
- Мартел - Грб: Црвено сунце прободено златним копљем - Крилатица: Несагнути, непокорени, несломљени